# MGP Nordic 2006
El II MGP Nordic se celebró el 26 de noviembre de 2006 teniendo lugar en los estudios centrales de la Sveriges Television en Estocolmo, Suecia. Ésta es la segunda edición del festival, debido a que desde 2003 y hasta 2005 Dinamarca, Noruega y Suecia participaban en el Festival de Eurovisión Junior.

## Resultados
| No | País      | Idioma  | Artista(s) | Canción                  | Posición | Pts |
| -- | --------- | ------- | ---------- | ------------------------ | -------- | --- |
| 01 | Noruega   | Noruego | Drops      | Sjokoland                |          |     |
| 02 | Dinamarca | Danés   | Fos'n's    | Mitt hood                |          |     |
| 03 | Suecia    | Sueco   | Benjamin   | Hej Sofia                |          |     |
| 04 | Noruega   | Noruego | Sondre     | Tatt                     |          |     |
| 05 | Dinamarca | Danés   | Wemix      | Få din boogie på         |          |     |
| 06 | Suecia    | Sueco   | Sanna      | Genom skog, berg och hav | 2.o      | 117 |
| 07 | Noruega   | Noruego | Ole Runar  | Fotball e Supert         | 3.o      | 56  |
| 08 | Dinamarca | Danés   | SEB        | Tro på os to             | 1.o      | 127 |
| 09 | Suecia    | Sueco   | Made       | Inga känslor kvar        |          |     |

## Tabla de puntuación
|               |                      | Resultados         | Resultados        | Resultados | Resultados | Resultados |
| Total         | Bandera de Dinamarca | Bandera de Noruega | Bandera de Suecia |            |            |            |
| ------------- | -------------------- | ------------------ | ----------------- | ---------- | ---------- | ---------- |
| Participantes | Dinamarca            | 127                |                   | 56         | 71         |            |
| Participantes | Noruega              | 56                 | 27                |            | 29         |            |
| Participantes | Suecia               | 117                | 73                | 44         |            |            |

| Predecesor: Copenhague 2002 | Melodi Grand Prix Nordic 2006 | Sucesor: Oslo 2007 |

- Datos: Q2988529